# My Boyfriends' Dogs
My Boyfriends' Dogs (Brasil: Um Amor Verdadeiro ) é um telefilme de comédia estadunidense de 2014 dirigido por Terry Ingram, escrito por Jon Maas e Gary Goldstein, e baseado no romance de mesmo nome de Dandi Daley Mackall. O filme é estrelado por Erika Christensen como Bailey Daley, com Teryl Rothery, Emily Holmes, Jeremy Guilbaut, Joyce DeWitt e Michael Kopsa. Foi transmitido no Hallmark Channel nos Estados Unidos em 18 de outubro de 2014.

## Sinopse
Os proprietários de uma pequena lanchonete são surpreendidos em uma noite chuvosa quando, logo após o fechamento, uma jovem (Christensen) vestindo um vestido de noiva – com três cachorros no reboque – implora para entrar em seu restaurante. A seguir, ela relata como chegou a essa curiosa encruzilhada de sua vida e como, por meio da busca pelo homem certo, acabou como uma noiva em fuga com três cachorros.

## Resumo
Bailey (Erika Christensen) conhece Wade (Jesse Hutch), que tem um cachorro chamado Adam, um golden retriever. Ela também conhece Cole (Tyron Leitso), dono do Pet Stop de Cole. Ela conhece Jonathan (Oliver Rice) em uma galeria de arte; ele tem uma cadela chamada Eva, uma dálmata.
Bailey e Amber (Emily Holmes) conhecem Eric (Jeremy Guilbaut) na aula de ioga. Eric ensina Bailey a jogar golfe. A mãe de Eric escolhe um cachorro chamado “Shih-Tzu”. Bailey chamou a cadela de Eric de Shirley em homenagem a sua irmã. Bailey agora tem três cães.
Eric e Bailey se casam, mas Bailey decide fugir com seus cães. Ela não consegue encontrar o cara certo para ela. Nikki conta a Bailey suas histórias: ela trabalha em um restaurante esperando seu príncipe encantado entrar pela porta. Cole está sentado com um livro todas as noites.

## Elenco
- Erika Christensen como Bailey Daley
- Teryl Rothery como Dina
- Jeremy Guilbaut como Eric
- Emily Holmes como Amber
- Joyce DeWitt como Nikki
- Michael Kopsa como Louie
- Jesse Hutch como Wade
- Tyron Leitso como Cole
- Oliver Rice como Jonathan
- Jeb Beach como Travis
- Malcolm Stewart como Martin Strang
- Linda Sorenson como Grandma Strang
- P. Lynn Johnson como Eleanor Strang
- Samuel Patrick Chu como Evan
- Louriza Tronco como Tessa

## Recepção
O filme recebeu críticas mistas dos críticos de televisão. David Hinckley, do New York Daily News, escreveu: “Você não acharia que um filme do Hallmark estrelado por uma loira corajosa e cativante e vários cães adoráveis poderia perder. My Boyfriends' Dogs quase faz. Tem muito do que é certo para ser um vira-lata completo, mas a maioria dos filmes Hallmark são melhor escritos e elaborados do que este.” Nancy Dunham, do The Washington Times, fez uma crítica mista, escrevendo: “Erika Christensen traz um senso de realismo ao papel, mesmo quando alguns diálogos parecem um pouco enfadonhos e as cenas podem aumentar um pouco a credibilidade... Como os filmes de Walt Disney, My Boyfriends' Dogs não vai causar um grande impacto na arte, mas pode mostrar a melhor maneira de ser fiel ao coração.”